# PGE Toruń

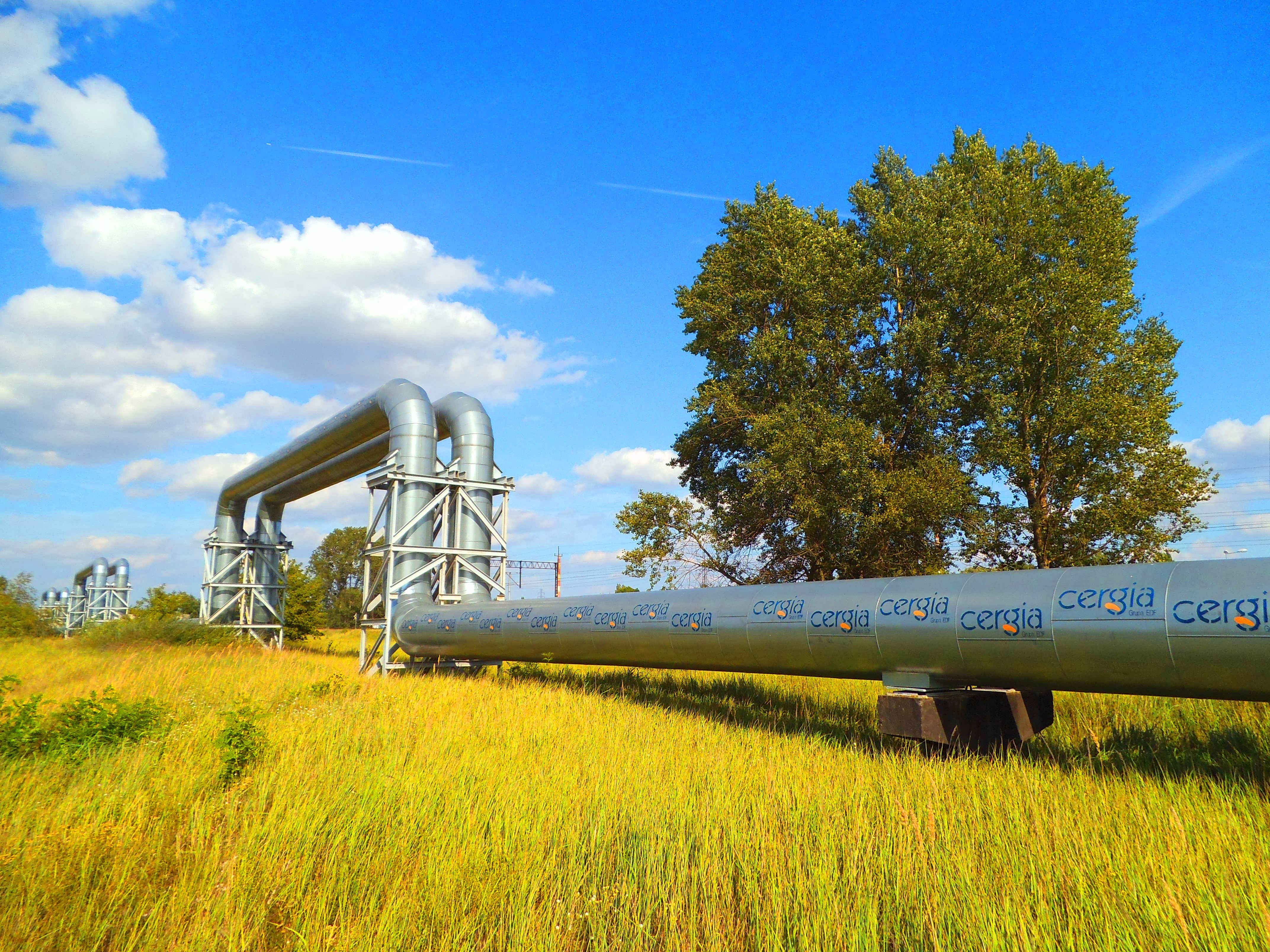
Fragment sieci ciepłowniczej we wschodniej części Torunia

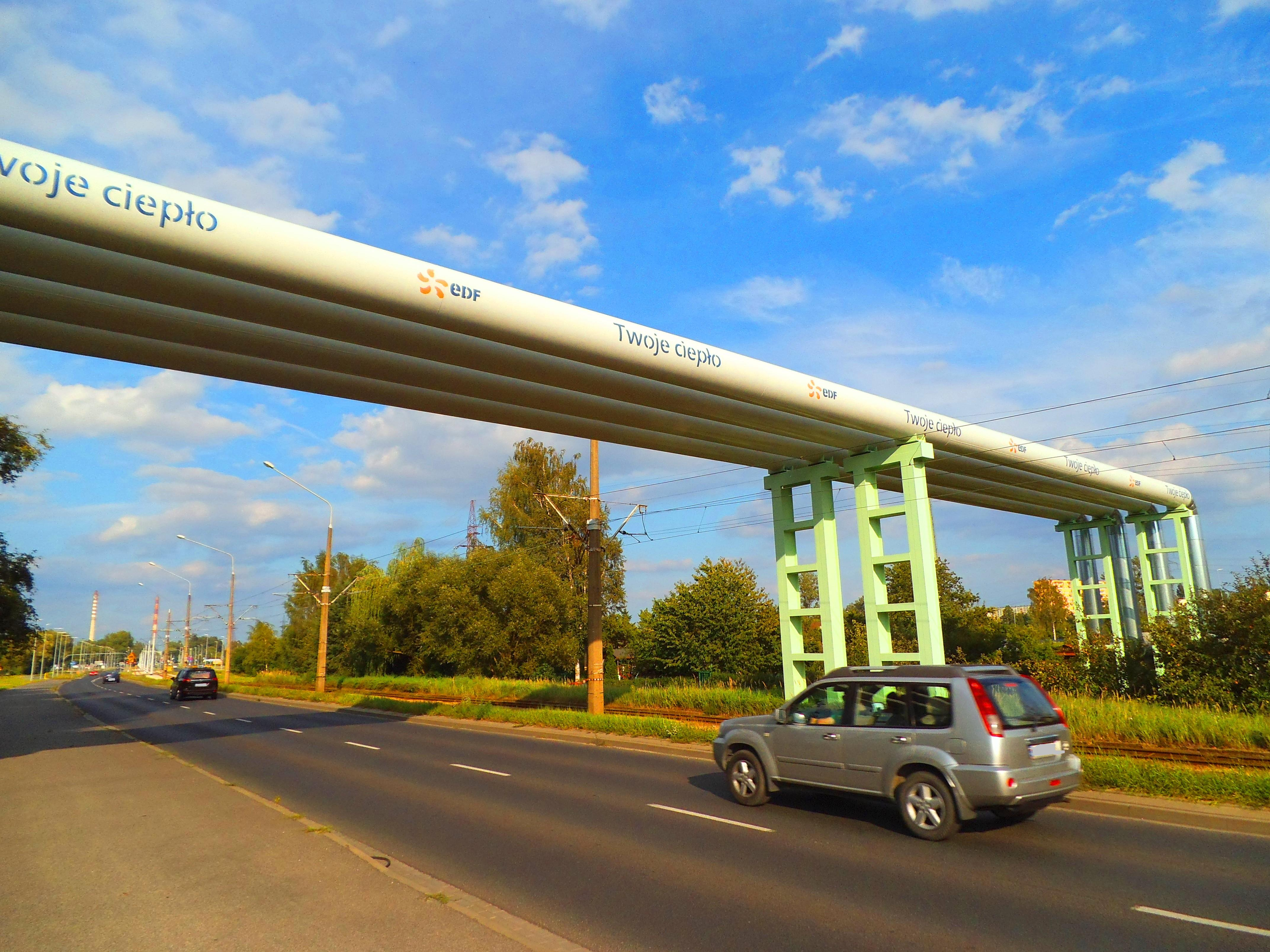
Fragment sieci ciepłowniczej w sąsiedztwie Rubinkowa

PGE Toruń S.A. (d. Elektrociepłownia Toruń) – toruńskie przedsiębiorstwo energetyczne posiadające koncesje na wytwarzanie, obrót, przesyłanie i dystrybucję ciepła oraz wytwarzanie, obrót i dystrybucję energii elektrycznej, obecnie należące do Grupy PGE. Siedziba przedsiębiorstwa znajduje się przy ul. Ceramicznej 6.

## Charakterystyka
W skład PGE Toruń S.A. wchodzą: 3 elektrociepłownie, 14 kotłowni, 240,4 km sieci ciepłowniczych tworzących system miejski Torunia oraz 1804 szt. węzłów ciepłowniczych. Przedsiębiorstwo obsługuje głównie mieszkańców Torunia, nadwyżki sprzedaje do Koncernu Energetycznego ENERGA S.A. oraz innych drobnych odbiorców.

## Historia
- 1 lipca 1976 – powstało Wojewódzkie Przedsiębiorstwo Energetyki Cieplnej w Toruniu wydzielone z ZEC Bydgoszcz wraz z powstaniem nowego województwa toruńskiego[1]
- 1978 – podjęto decyzję o budowie nowej elektrociepłowni obsługującej wyłącznie miasto Toruń[1]
- 18 grudnia 1985 – rozpoczęto eksploatację Elektrociepłowni Grębocin (ciepło dostarczane do wschodniej części miasta)[1]
- 1 stycznia 1992 – powstało Toruńskie Przedsiębiorstwo Ciepłowniczo-Usługowe Energotor obsługujące zachodnią część miasta, należą do niej EC Toruń i EC Energotor[1]
- 1994–2003 – wykup akcji EC Toruń i EC Energotor przez Elektrociepłownie Wybrzeże S.A i powstanie Elektrociepłownie „Toruń” S.A.[1]
- 1 lutego 2006 – powołano Toruńską Energetykę Cergia S.A. z połączenia Elektrociepłowni „Toruń” S.A. oraz PEC Toruń[1]
- 10 września 2012 – Toruńska Energetyka Cergia S.A. rozpoczęła działalność pod nazwą EDF Toruń S.A.[1]
- 16 lipca – 2015 – rozpoczęto budowę nowej elektrociepłowni gazowej[potrzebny przypis]
- 21 kwietnia 2017 – otwarto nową elektrociepłownie gazową[2]

## Wytwarzanie
PGE Toruń jest właścicielem kogeneracyjnej elektrociepłowni gazowej PGE Toruń wytwarzającej ciepło i energię elektryczną. Elektrociepłownia zatrudnia ok. 130 pracowników (stan z 2016 roku). Moc:
- elektryczna zainstalowana – 106 MWe[potrzebny przypis]
- cieplna zainstalowana – 357,6 MWt[potrzebny przypis]

## Dystrybucja ciepła
PGE Toruń jest również operatorem sieci ciepłowniczej obejmującej około 260 km ciepłociągów oraz 2100 szt. węzłów ciepłowniczych (w tym ok. 1700 będących własnością spółki), które tworzą system ciepłowniczy Torunia dostarczający ciepło do ponad 100 tysięcy mieszkańców. 
Sieć ciepłownicza jest zasilana w gorącą wodę również z elektrociepłowni BIOGAZ należącej do Miejskiego Przedsiębiorstwa Oczyszczania (moc zamówiona na rzecz systemu ciepłowniczego to 0,973 MWt), w której wykorzystuje się ciepło pochodzące ze spalania gazu z miejskiego wysypiska śmieci.